# Shahrestān-e Anār
Shahrestān-e Anār (persiska: شهرستان انار, انار) är en delprovins (shahrestan) i Iran.   Den ligger i provinsen Kerman, i den centrala delen av landet, 700 km sydost om huvudstaden Teheran.
Delprovinsen hade 36 897 invånare 2016.